# Lijst van Nederlandse brassbands
Dit is een lijst van Nederlandse brassbands gesorteerd naar vestigingsplaats.

## A
- AlkmaarBrass, Alkmaar
- Amsterdam Staff Band (Leger des Heils), Almere
- Brassband Almere
- Brassband Amersfoort (voorheen "Veluwe Brass"), Amersfoort
- Amsterdam Brass, Amsterdam
- Amsterdam West Band, Leger des Heils, Amsterdam
- Altena brass, Andel
- Brassband, Apeldoorn
- Brassband Constantijn Huygens, Appingedam
- Brassband Gelderland, Arnhem
- HuneBrass, Assen

## B
- Drum en brassband "Voorwaarts", Baarlo (Lb)
- Brassband "Opsterland", Bakkeveen (Gemeente Opsterland, Friesland)
- Christelijke brassband "Looft den Heer" Beetgumermolen
- Euregio Brassband, Borne
- Brassband BorderBrass Brabant (Nederland én België)
- Brassband Breukelen, Breukelen
- Christelijke Brassband “De Nije Bazún”, Britsum
- Brassband "Apollo" Brouwershaven (Gemeente Schouwen-Duiveland, Zeeland)
- Brassband De Wâldsang, Buitenpost
- Christelijke Brassband Concordia, Buitenpost
- Koperensemble De Wâldsang, Buitenpost
- Christelijke brassband "Soli Deo Gloria", Buren (Gld)
- Christelijke brassband  "Advendo Burum", Burum

## C
- Christelijke Muziekvereniging Excelsior, Cadzand
- Backum Brass, Castricum
- Brassband Wilhelmina, Colijnsplaat

## D
- Brassband Ere Zij God, Damwoude
- Brassband "Kunst naar Kracht", De Goorn
- Randstad Brass Adventure, Den Haag
- Brassband "Soli Deo Gloria", De Tike
- Brassband "Advendo", Diever
- Brassband Apollo, Domburg
- Christelijke brassband "De Bazuin", Donkerbroek
- Brassband Halleluja, Drachtstercompagnie
- Brassband Excelsior, Driesum en Wouterswoude

## E
- Gereformeerde Brassband Immanuël, Eemsmond
- Philips Brass, Eindhoven
- Brassband Flevo Brass, Emmeloord
- Brassband Twente Brass, Enschede

## F
- Brassband "Excelsior", Ferwerd
- Christelijke Brassband “De Sjofaar”, Frieschepalen (Opgeheven, tegenwoordig Brassband Opsterland)

## G
- Brassband "Looft Den Heer", Garijp
- Christelijke Brassband "Gloria Deï", Gerkesklooster
- Christelijke Muziekvereniging "Crescendo", 's Gravenmoer
- Gereformeerde Brassband Groningen, Groningen
- Martini Brassband Groningen (MBG), Groningen
- Provinciale Brassband Groningen, Groningen
- Brassband Apollo, Grou

## H
- Christelijke Brassband 't Heideblomke, Harkema
- Brassband Excelsior, 's-Heer Arendskerke
- Christelijke Brassband "Pro Rege", Heerenveen
- Brassband St.Hubertus, Herpen
- Scouting Brassband Jeroen Bosch, 's-Hertogenbosch
- Hoornse Brassband, Hoorn
- Brassband St. Gerlach, Houthem
- Gelre Brass, Harderwijk

## K
- Brassband "ons genoegen" Kamperland
- Brassband "Excelsior", Kloetinge
- Brassband Wâldbrass, Kollum
- Brassband Westersweach, Kollumerzwaag
- Muziekvereniging "Con Affezzione", Kwadendamme

## L
- Brassband "Ago Verzekeringen", Leeuwarden (opgeheven 1 januari 2016)
- Christelijke Brassband “Hosannah”, Leeuwarden
- Friese Jeugd Brassband, Leeuwarden
- Soli Brass (Brassband "Soli Deo Gloria"), Leeuwarden

## M
- The United, Maassluis
- Brassband Kunst & Vriendschap, Meeuwen
- Brassband "Halleluja", Menaldum
- Brass Band Merum, Merum
- Christelijke Brassband Middelburg, Middelburg
- Christelijke Brassband "Elad", Muntendam

## N
- Brassband "De Zeeschelp", Nagele
- Brass Band Limburg, Neerbeek
- Brassband Bernlef, Noordbergum (Gemeente Tietjerksteradeel, Friesland)
- Brassband "De Vooruitgang", Nuenen

## O
- Brassband De Bazuin, Oenkerk
- Brassband UDI, Oosternijkerk
- Regionale Brassband De Spijkerpakkenband Opsterland en omstreken
- Brassband Concordia, Ouddorp
- Christelijke Brassband "Advendo", Oudeschoot

## P
- Brassband "St. Rochus", Pey

## R
- Brassband "Flora Brass", Rijnsburg
- Brassband Soli Deo Gloria, Rinsumageast
- Brass Band Roosendaal, Roosendaal
- Brass4Christ Brassband, Rotterdam
- Brassband Rijnmond, Rotterdam
- Christelijke brassband "De Bazuin", Rottevalle

## S
- Brassband Schoonhoven, Schoonhoven
- E&E Brass, Sneek
- Greidebrass, Spannum
- Christelijke Brassband crescendo Steenwijk
- Christelijke Brassband “De Woldklank”, Steenwijkerwold
- Christelijke Brassband Blaast de Bazuin, Surhuisterveen
- Brassband Amor Musae, Swifterbant
- Brassband Speelt-wel, Suawoude

## T
- Brassband "Euphonia", Ternaard
- Brassband "De Bazuin", Triemen/Westergeest
- Brassband Tzum (beter bekend als Prijst den Heer), Tzum

## U
- Brassy Sound Band Ulft, Ulft
- Muziekvereniging Ulicoten, afd. Brassband, Ulicoten
- Christelijke Muziekvereniging "De Bazuin", Ureterp
- Gereformeerde Brassband "De Lofklank", Ureterp
- Christelijke Brassband "Valerius", Urk
- Koninklijke Brassband Utrecht, Utrecht

## V
- Brassband "Excelsior", Veenwoudsterwal
- Felison Brass, Velsen-Noord
- Brassband "Muziekvereniging Valuas", Venlo
- Brass Band "Concordia", Vinkeveen
- Brass Ensemble "De Bazuin", Vlaardingen
- Showbrassband "Thalita", Vlaardingen
- Vlaardingen Band, Leger des Heils Vlaardingen
- Christelijke Brassband "Harp en Luit", Vuren (Gelderland)

## W
- Brassband "Concordia", Wanswerd
- Brassband "Oefening en Uitspanning", Wijk en Aalburg
- Brassband "Crescendo", Wilp
- Christelijke Muziekvereniging "Deo Dicatus", Winschoten
- Brassband "Looft den Heere", Wirdum (Friesland)
- Christelijke Brassband "Euphonia", Wolvega
- Brassband "Crescendo" Workum
- Brassband "Eensgezindheid", Wormer

## Z
- Brassband "Excelsior", Zalk
- Delta Brass Zeeland (DBZ), Zeeland
- Brassband Heman, Zuidwolde
- Christelijke Brassband "David", Zwolle